# Geresdlak
Geresdlak là một thị trấn thuộc hạt Baranya, Hungary. Thị trấn này có diện tích 25,28 km², dân số năm 2010 là 794 người, mật độ 31 người/km².